# Диввоенюрист
Диввоенюри́ст — специальное воинское звание высшего начальствующего (военно-юридического) состава РККА. Сокращение от «дивизионный военный юрист». Ниже корвоенюриста, выше бригвоенюриста.

## История
Введено Постановлением ЦИК СССР и СНК СССР от 22.09.1935 «О введении персональных военных званий начальствующего состава РККА» взамен всех прежних званий юридического начсостава служебной категории К-11. В органах и войсках НКВД это звание было установлено приказом № 331 от 23 октября 1935 года, причём де-факто оно было высшим для военно-юридического состава в НКВД, поскольку вышестоящих званий так и не было никому присвоено. Данное звание носили не только юристы в войсках и профессорско-преподавательский состав высших учебных заведений, но и сотрудники военной прокуратуры, а также судьи, прокуроры территориальных и линейных прокуратур. Звание присваивалось постановлениями ЦИК СССР и СНК СССР.
В марте 1940 года по проекту К.Е. Ворошилова предполагалось ввести звание юрист-генерал-майор.
| Род войск                                       | Соответствующее звание/должность |
| В командном составе                             | В командном составе |
| ----------------------------------------------- | --- |
| в сухопутных и военно-воздушных силах РККА      | комдив |
| Народный комиссариат внутренних дел СССР        | старший майор государственной безопасности, введённое постановлением ЦИК и СНК СССР от 7 октября 1935 года (военнослужащие пограничных и внутренних войск НКВД имели воинские звания, принятые в РККА) |
| Военно-Морской Флот СССР                        | флагман 2-го ранга |
| ВВС ВМФ и береговая служба                      | комдив |
| В начальствующем составе                        | |
| в военно-политическом составе всех родов войск  | дивизионный комиссар |
| в военно-техническом составе всех родов войск   | дивинженер |
| в военно-техническом составе ВМФ                | инженер-флагман 2-го ранга |
| в военно-хозяйственном составе всех родов войск | дивинтендант |
| в военно-медицинском составе всех родов войск   | дивврач |
| в военно-ветеринарном составе всех родов войск  | дивветврач |

Звание диввоенюриста было отменено постановлением ГКО СССР от 4 февраля 1943 г. № 2822 г. «О введении персональных воинских званий инженерно-техническому, юридическому и административному составу Красной Армии» когда личный состав военно-юридической службы получил новые общевойсковые воинские звания с добавлением слова «юстиции» после наименования звания; лица, состоявшие к этому времени в звании «диввоенюрист», получили в порядке переаттестации звания полковника юстиции либо генерал-майора юстиции.

## Знаки различия
Знаки различия: два красных «ромба».
Над ромбами располагалась эмблема военно-юридического состава РККА - золотистый щит со скрещёнными мечами, установленная приказом НКО СССР от 10 марта 1936 года № 33 была. 
Постановлением СНК СССР от 2 декабря № 2590 была установлена расцветка петлиц и кантов; военно-юридический состав имел цвета по роду войск, в которых проходили службу.

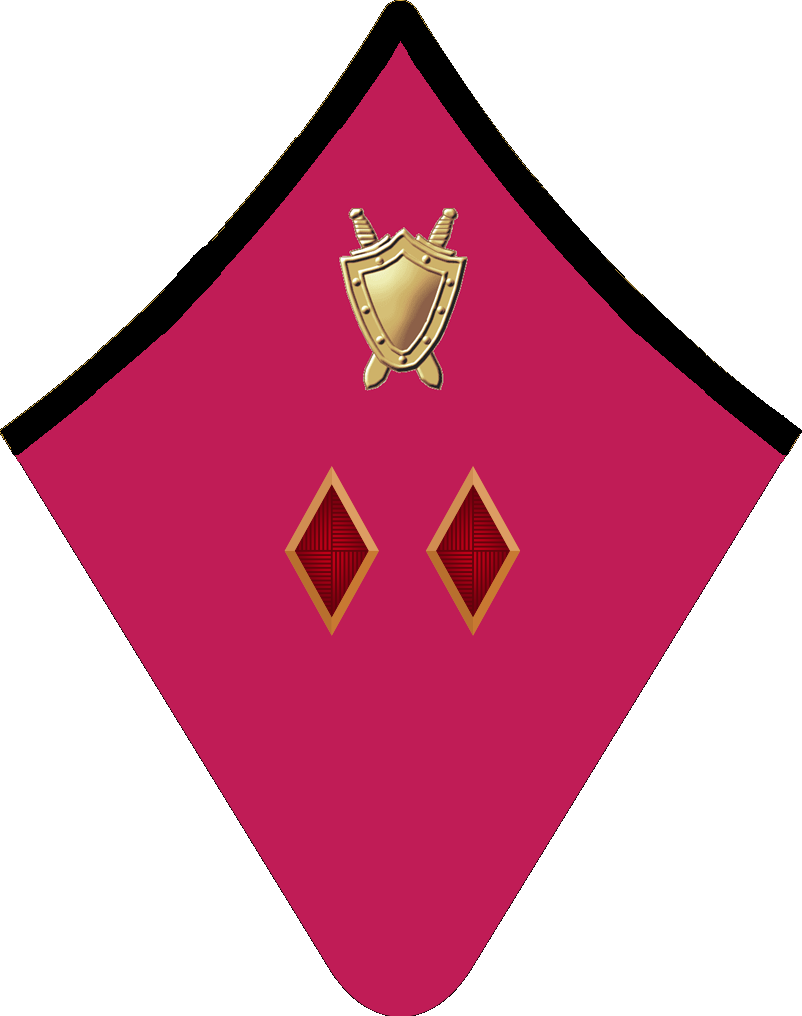
Петлица диввоенюриста на шинель

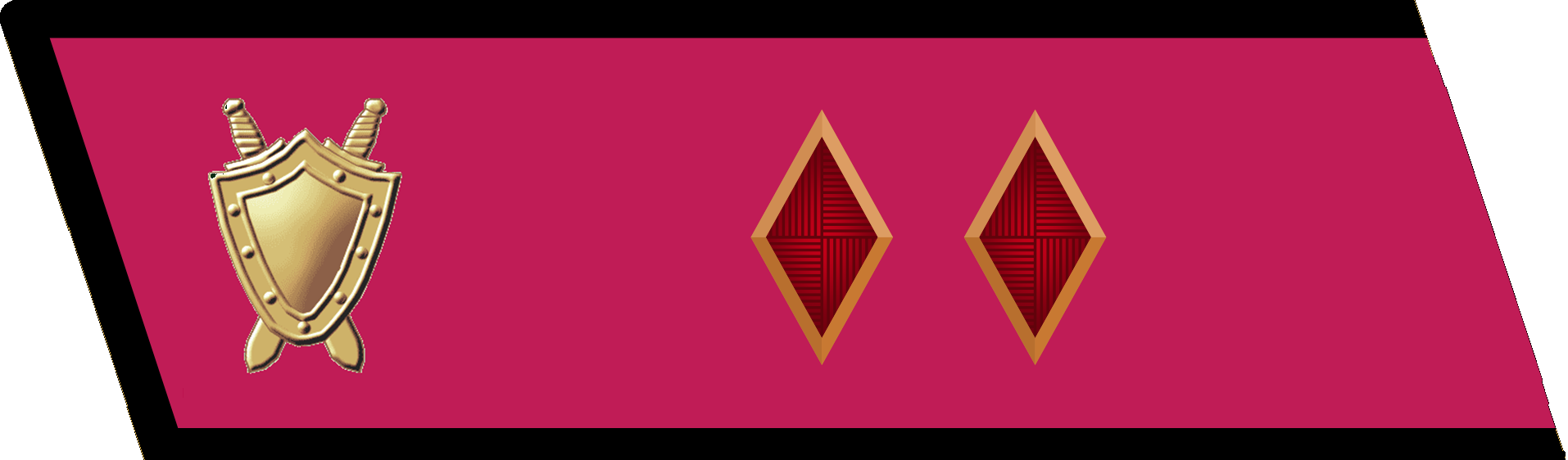
Петлица диввоенюриста на гимнастёрку

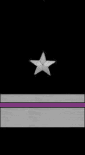
Диввоенюрист ВМФ

В ВМФ расцветки галунов и просветов на нарукавных знаках различия были установлены Постановлением СНК СССР от 2 декабря 1935 г. № 2591. Цвет галунов и звёзд над ними был белый (сребристый), а цвет просветов (выпушек) между галунами - фиолетовый. 
Диввоенюристу ВМФ полагался один широкий и один средних галун серебристого цвета, окаймленный фиолетовыми выпушками, над которыми была размещена одна серебристая пятиконечная звезда.

## Присвоения[3]
| Фамилия имя отчество (годы жизни)              | Дата присвоения звания          | Примечания                                                                 |
| ---------------------------------------------- | ------------------------------- | -------------------------------------------------------------------------- |
| Голяков Иван Терентьевич (1888-1961)           | 27.01.1936 (по НКВД 15.05.1936) |                                                                            |
| Горячев Андриан Дмитриевич (1890-1968)         | 27.01.1936                      | Генерал-майор юстиции (06.06.1943)                                         |
| Дмитриев Яков Петрович (1892-1975)             | 27.01.1936                      |                                                                            |
| Камерон Петр Алексеевич (1888-1948)            | 27.01.1936                      |                                                                            |
| Никитченко Иона Тимофеевич (1895-1967)         | 27.01.1936                      | Генерал-майор юстиции (11.03.1943)                                         |
| Орлов Александр Моисеевич (1896-1956)          | 27.01.1936 (по НКВД 15.05.1936) | Генерал-майор юстиции (11.03.1943)                                         |
| Рычков Николай Михайлович (1897-1959)          | 27.01.1936                      | Генерал-лейтенант юстиции (28.08.1944)                                     |
| Гродко Арон Самуилович (1894-1941)             | 28.01.1936                      | -                                                                          |
| Козаринский Яков Абрамович                     | 28.01.1936                      |                                                                            |
| Суббоцкий Лев Моисеевич                        | 28.01.1936 (по НКВД 15.05.1936) | Полковник юстиции                                                          |
| Антонов Борис Петрович                         | 17.02.1936                      |                                                                            |
| Иевлев Борис Иванович (1895-1964)              | 17.02.1936                      | Генерал-майор юстиции (11.03.1943)                                         |
| Кушнирюк Георгий Гаврилович                    | 17.02.1936                      |                                                                            |
| Мазюк Александр Иванович                       | 17.02.1936                      |                                                                            |
| Миляновский Бронеслав Владимирович             | 17.02.1936                      |                                                                            |
| Берман Юрий Яковлевич (1892-1939)              | 13.03.1936                      | -                                                                          |
| Звонов Михаил Ильич (1896-1942)                | 13.03.1936                      | Умер в заключении                                                          |
| Кузнецов Николай Михайлович                    | 13.03.1936                      |                                                                            |
| Малютин Николай Александрович (1889-1942)      | 13.03.1936                      | Скончался от болезни                                                       |
| Перфильев Евгений Леонидович (1890-1938)       | 13.03.1936                      | -                                                                          |
| Соколов Николай Васильевич ( ? - 08.01.1939 )  | 13.03.1936                      |                                                                            |
| Кадсон Зиновий Романович                       | 03.07.1936                      | Полковник юстиции (1943)                                                   |
| Калошин Алексей Андреевич (1900-1938)          | 03.07.1936                      | Погиб в авиакатастрофе                                                     |
| Кузнецов Алексей Харитонович                   | 03.07.1936                      | Генерал-майор юстиции (18.04.1943)                                         |
| Маллер Лазарь Израилевич (1897-1937)           | 03.07.1936                      | Покончил жизнь самоубийством                                               |
| Румянцев Алексей Семенович                     | 03.07.1936                      | Генерал-майор юстиции (11.03.1943)                                         |
| Малкис Владимир Исаакович (1899-1973)          | 31.03.1937                      | Полковник юстиции (1955)                                                   |
| Оганджанян Гурген Иванович (1902-1965)         | 22.02.1938                      | Генерал-майор юстиции (11.03.1943)                                         |
| Петровский Филипп Лаврентьевич (1892-1974)     | 22.02.1938                      | Генерал-майор юстиции (11.03.1943)                                         |
| Шмулевич Владимир Григорьевич                  | 22.02.1938                      |                                                                            |
| Блюмфельд Вячеслав Константинович (1887-1943)  | 04.03.1938                      | Генерал-майор юстиции (11.03.1943), скончался от болезни                   |
| Зарянов Иван Михеевич (1894-1955)              | 04.03.1938                      | Генерал-майор юстиции (11.03.1943)                                         |
| Гомеров Николай Николаевич (1895-1938)         | 23.05.1938                      | -                                                                          |
| Колпаков Василий Александрович (1891-1964)     | 17.12.1938                      | Генерал-майор юстиции (18.04.1943)                                         |
| Романычев Михаил Григорьевич (1896-1963)       | 17.12.1938                      | Корвоенюрист (24.02.1942); Генерал-майор юстиции (18.04.1943)              |
| Зайцев Александр Дмитриевич (1900-1986)        | 14.02.1939                      | Генерал-майор юстиции (18.04.1943)                                         |
| Вартанян Оганес Арменакович                    | 28.04.1939                      |                                                                            |
| Дорман Иосиф Григорьевич (1904-1961)           | 28.04.1939                      |                                                                            |
| Исаенков Иван Фролович (1898-1993)             | 30.09.1939                      | Генерал-майор юстиции (11.03.1943)                                         |
| Гаврилов Павел Филиппович (1898-1970)          | 29.10.1939                      | Корвоенюрист (22.07.1940); Генерал-лейтенант юстиции (18.04.1943)          |
| Алексеев Георгий Алексеевич (1895—1942)        | 11.01.1940                      | Корвоенюрист (09.08.1941), погиб                                           |
| Анкудинов Петр Тихонович (1898-1968)           | 20.02.1940                      | Генерал-майор юстиции (11.03.1943)                                         |
| Носов Владимир Иванович (1897-1973)            | 20.02.1940                      | Генерал-лейтенант юстиции (11.03.1943)                                     |
| Афанасьев Николай Порфирьевич (1902-1979)      | 22.07.1940                      | Генерал-майор юстиции (01.05.1943); Генерал-лейтенант юстиции (05.07.1945) |
| Дмитриев Леонид Дмитриевич (1893-1963)         | 19.09.1940                      | Генерал-майор юстиции (11.03.1943)                                         |
| Семенов Василий Дмитриевич ( 27.04. 1897 - ? ) | 19.06.1940, 02700/п НКО         | Полковник                                                                  |
| Кандыбин Дмитрий Яковлевич (1899-1955)         | 19.09.1940                      | -                                                                          |
| Севастьянов Владимир Дионисович                | 19.09.1940                      | Генерал-майор юстиции (11.03.1943)                                         |
| Суслин Андрей Григорьевич                      | 19.09.1940                      | Генерал-майор юстиции (11.03.1943)                                         |
| Лиховидов Иван Карпович                        | 14.11.1941                      | Генерал-майор юстиции (11.03.1943)                                         |
| Грёзов Михаил Григорьевич (1900-1982)          | 10.02.1943                      | Полковник юстиции (03.11.1944)                                             |
| Яченин Леонид Иванович                         | ?                               | Генерал-майор юстиции (11.03.1943)                                         |